# BYD Sealion 07 DM
 (mai 2025).
La mise en forme du texte ne suit pas les recommandations de Wikipédia : il faut le « wikifier ».
Les points d'amélioration suivants sont les cas les plus fréquents. Le détail des points à revoir est peut-être précisé sur la page de discussion.
- Les titres sont pré-formatés par le logiciel. Ils ne sont ni en capitales, ni en gras.
- Le texte ne doit pas être écrit en capitales (les noms de famille non plus), ni en gras, ni en italique, ni en « petit »…
- Le gras n'est utilisé que pour surligner le titre de l'article dans l'introduction, une seule fois.
- L'italique est rarement utilisé : mots en langue étrangère, titres d'œuvres, noms de bateaux, etc.
- Les citations ne sont pas en italique mais en corps de texte normal. Elles sont entourées par des guillemets français : « et ».
- Les listes à puces sont à éviter, des paragraphes rédigés étant largement préférés. Les tableaux sont à réserver à la présentation de données structurées (résultats, etc.).
- Les appels de note de bas de page (petits chiffres en exposant, introduits par l'outil «  Source ») sont à placer entre la fin de phrase et le point final[comme ça].
- Les liens internes (vers d'autres articles de Wikipédia) sont à choisir avec parcimonie. Créez des liens vers des articles approfondissant le sujet. Les termes génériques sans rapport avec le sujet sont à éviter, ainsi que les répétitions de liens vers un même terme.
- Les liens externes sont à placer uniquement dans une section « Liens externes », à la fin de l'article. Ces liens sont à choisir avec parcimonie suivant les règles définies. Si un lien sert de source à l'article, son insertion dans le texte est à faire par les notes de bas de page.
- La présentation des références doit suivre les conventions bibliographiques. Il est recommandé d'utiliser les modèles {{Ouvrage}}, {{Chapitre}}, {{Article}}, {{Lien web}} et/ou {{Bibliographie}}. Le mode d'édition visuel peut mettre en forme automatiquement les références.
- Insérer une infobox (cadre d'informations à droite) n'est pas obligatoire pour parachever la mise en page.

Pour une aide détaillée, merci de consulter Aide:Wikification.
Si vous pensez que ces points ont été résolus, vous pouvez retirer ce bandeau et améliorer la mise en forme d'un autre article.
Le BYD Sealion 07 DM-i ou DM-p (chinois : 比亚迪海狮07 DM-i/DM-p ; pinyin : Bǐyǎdí Hǎishī 07 DM-i/DM-p ; litt. « BYD sea lion 07 DM-i/DM-p ») est un SUV crossover hybride rechargeable de taille moyenne fabriqué par BYD Auto depuis 2025. Faisant partie de la famille de SUV Sealion (海狮; Hǎishī), il s'agit d'une version restylée et mise à jour du BYD Frigate 07, tous deux faisant partie de la gamme de produits Ocean Series distribués par les concessionnaires Ocean Network.

## Aperçu

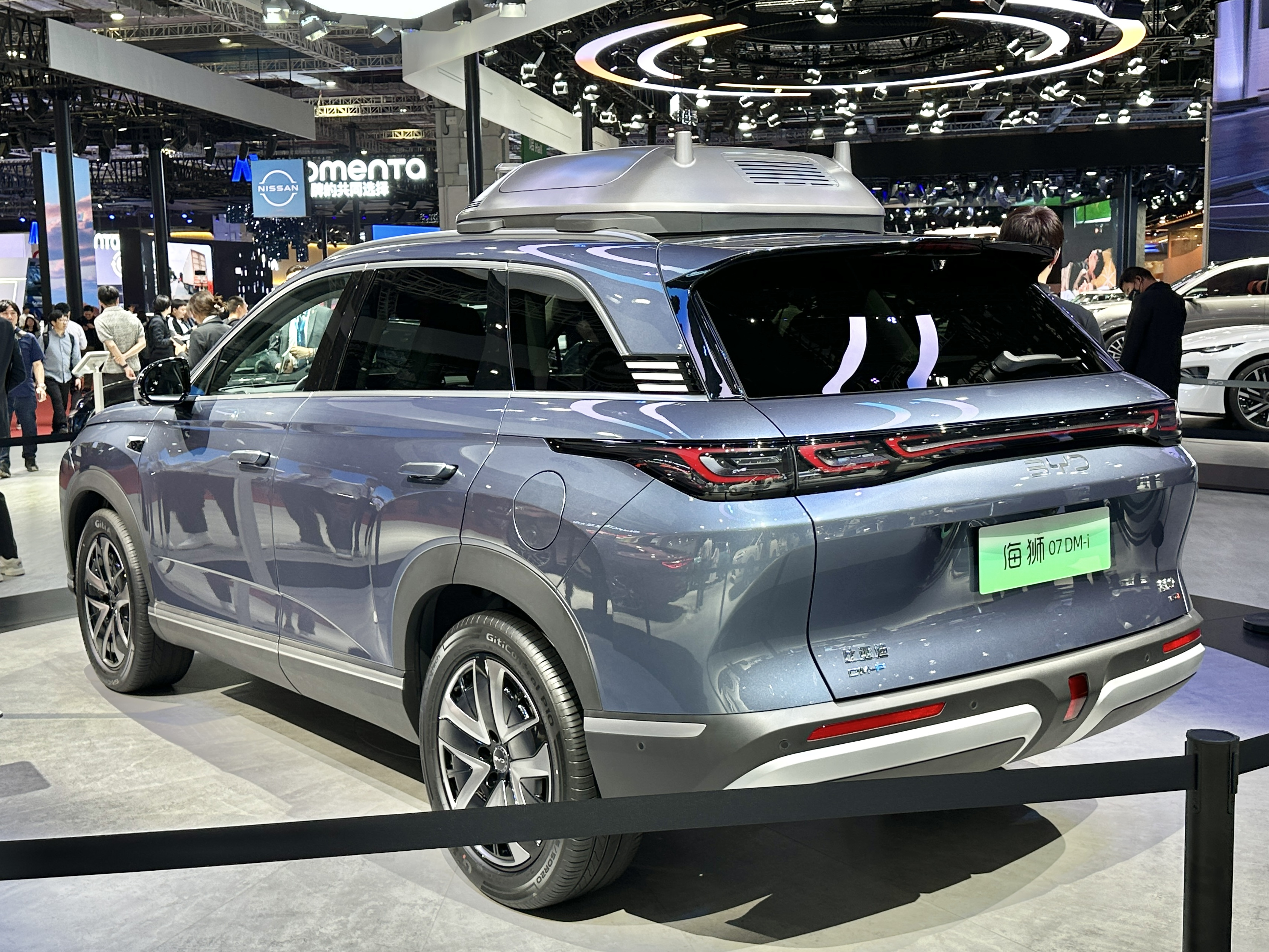
BYD Sealion 07 DM-i arrière

Les Sealion 07 DM-i et DM-p ont fait leurs débuts en mars 2025. Il adopte le système hybride rechargeable de cinquième génération de BYD. Il est disponible avec un système de hangar pour drone aérien monté sur le toit Lingyuan en option, co-développé avec DJI,.
Construit sur la plateforme électronique 3.0 et alimenté par le système hybride rechargeable DM (Dual Mode) de cinquième génération de BYD. La variante DM-i privilégie l'économie de carburant et l'autonomie électrique, tandis que le modèle DM-p met l'accent sur les performances avec deux moteurs et des capacités de traction intégrale.
Le Sealion 07 présente un langage de conception Ocean X évolué avec un éclairage LED, un profil profilé et des accents aérodynamiques. À l'intérieur, l'habitacle bénéficie d'un environnement à la pointe de la technologie avec un écran d'infodivertissement rotatif de 15,6 pouces, un système d'assistance à la conduite intelligent DiPilot et des sièges ergonomiques inspirés des formes océaniques.